# Kriegerdenkmal Hohengrieben
Das Kriegerdenkmal Hohengrieben ist ein denkmalgeschütztes Kriegerdenkmal im Ortsteil Hohengrieben der Gemeinde Diesdorf in Sachsen-Anhalt. Im örtlichen Denkmalverzeichnis ist das Kriegerdenkmal unter der Erfassungsnummer 094 90401 als Baudenkmal verzeichnet.

## Allgemeines
Das Kriegerdenkmal Hohengrieben, in einer Parkanlage am westlichen Ortsrand, ist heute den gefallenen Soldaten des Ersten Weltkriegs und des Zweiten Weltkriegs gewidmet. Das Denkmal in Form einer Stele auf einem mehrstufigen Sockel ist mit einem Schwert und einem Eisernem Kreuz verziert und wird gekrönt von einem Adler mit ausgebreiteten Schwingen auf einer Kugel. Ursprünglich wurde das Denkmal nur für die Gefallenen des Ersten Weltkriegs errichtet und die Namen der Gefallenen waren an dem Denkmal angebracht. Die Namen sind heute nicht mehr erkennbar und an der Vorderseite ist eine Gedenktafel für die Gefallenen beider Weltkriege angebracht.
Im Kreisarchiv des Altmarkkreises Salzwedel ist die Ehrenliste der Gefallenen des Ersten Weltkriegs erhalten geblieben.

## Inschrift
Vorderseite
Rückseite